# Eberhard I. von Kapellen

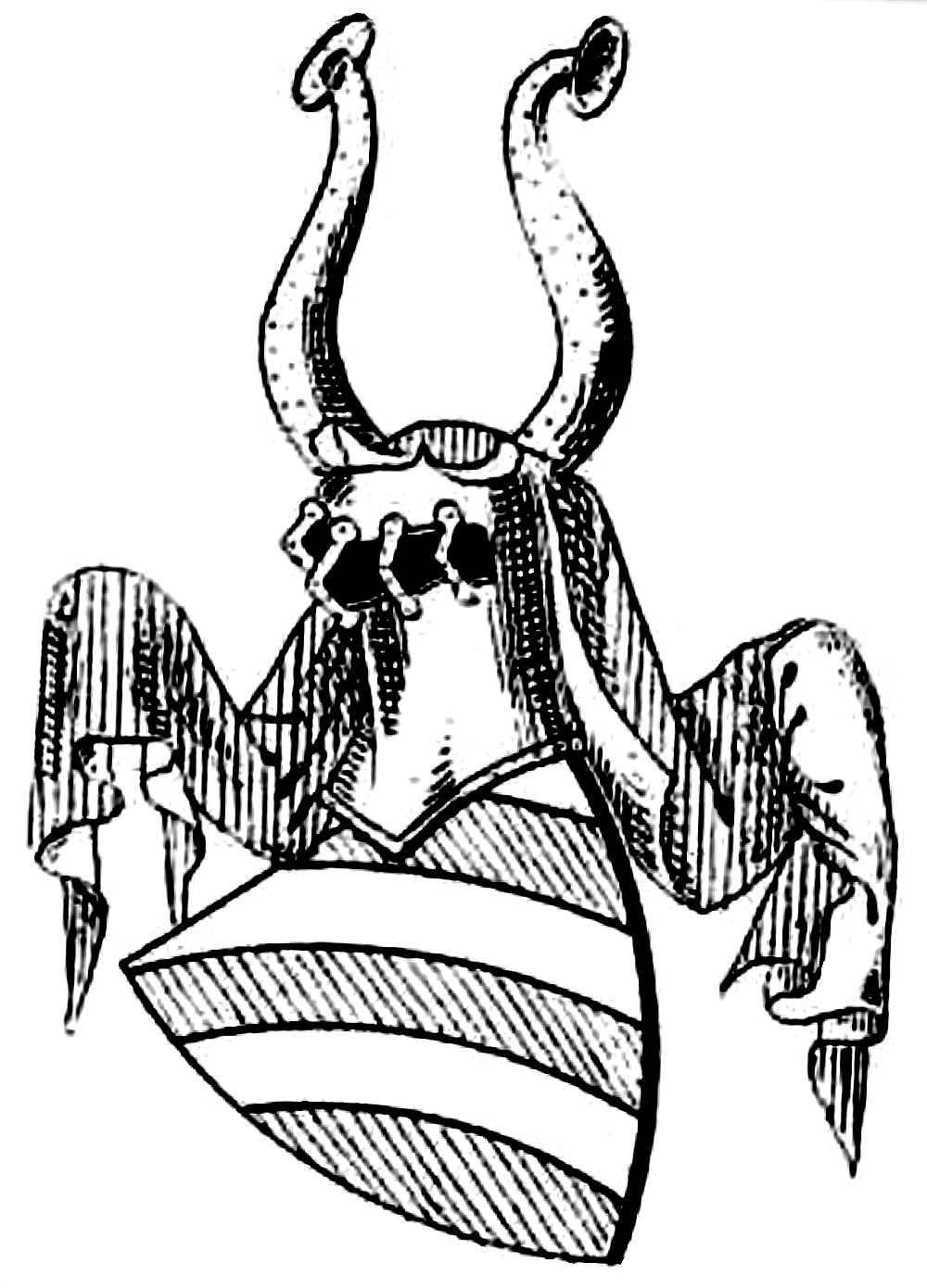
Stammwappen derer von Capellen

Eberhard I. von Kapellen, in alten Dokumenten auch Eberhart von Capellen geschrieben (* um 1315; † nach dem 29. September 1386), war als Hauptmann zu Enns ab 1356 mit wichtigen Verwaltungsaufgaben in Oberösterreich beauftragt. Von 1357 bis 1369 war er zudem Pfleger von Schärding.

## Leben
Eberhards Großvater Ulrich II. von Kapellen († 1301) war für seine Unterstützung in der Schlacht bei Dürnkrut und Jedenspeigen von König Rudolf I. von Habsburg zum Landrichter ob der Enns ernannt worden. Ulrich II. konnte in Folge zahlreiche Besitzungen vor allem im Mühlviertel und in Gumpendorf am Wienfluss erwerben. Eberhards Vater Hans von Kapellen († 1354) vermehrte den Familienbesitz und schlug seinen Hauptwohnsitz in der Burg Mitterberg auf, wo Eberhard zusammen mit seinem Bruder Ulrich und seiner Schwester Anna aufgewachsen sein dürfte.
1356 nahmen die Brüder Ulrich und Eberhard von Kapellen mit 16 Reitern und 16 Schützen bei einem Kriegszug von Herzog Albrecht II. gegen die Stadt Zürich teil. Zur Ablöse des ausständigen Soldes von 1100 Pfund verpfändete der Herzog dem Kapeller die Ennsburg, die ihm mit der dazu gehörigen Maut und dem Stadtgericht jährliche Einnahmen von 200 Pfund einbrachte. Eberhard I., der sich nun als „Hauptmann zu Enns“ bezeichnete, wurde mit vielen landesfürstlichen Aufgaben betraut und nahm bei allen wichtigen oberösterreichischen Versammlungen und Sitzungen des Herzogs als Berater teil. Auf all seinen Burgen setzte er Burggrafen als Verwalter ein.
Als sein Bruder Ulrich im Jänner 1357 starb, übernahm Eberhard von Kapellen die Vormundschaft seiner noch minderjährigen Neffen und die Verwaltung der Herrschaft Windegg. Eberhard ersuchte dabei den Passauer Bischof Gottfried von Weißeneck um die Loslösung der Kirche Schwertberg von der Mutterpfarre Naarn. Am 19. Februar 1357 wurde die Schwertberger Pfarre den Kapellern sowie allen zukünftigen Besitzern von Windegg übertragen, und zwar im Abtausch mit den Patronatsrechten über die St. Nikolaikirche zu Hofkirchen bei Saxen.
Im Juni 1357 wurde Eberhard nach Verhandlungen mit Herzog Albrecht I. von Bayern als Pfleger von Schärding eingesetzt, bis die Stadt im Frieden von Schärding 1369 wieder an Bayern zurückfiel.
Rudolf IV. bestätigte im Jahr nach seinem Regierungsantritt am 29. Juli 1359 die Verpfändung der herzoglichen Burg von Enns an Eberhard von Kapellen. In den Folgejahren wird Eberhard I. in zahlreichen Urkunden als Hauptmann zu Enns und Pfleger zu Schärding genannt. Im August 1360 begleiteten Eberhard und sein Neffe Hans ihren Landesherrn Rudolf nach Esslingen, der dort die Streitigkeiten mit seinem Schwiegervater Kaiser Karl IV. beilegen wollte. Auf der Rückreise erhielten die Kapeller als eine Art Belohnung das Recht, dass nach einem Aussterben im Mannesstamm auch die weiblichen Familienmitglieder erbberechtigt wären. Ebenfalls im Jahr 1360 schenkten Eberhard und sein Neffe Hans dem Zisterzienserstift Baumgartenberg die Kirche zu Gumpendorf bei Wien.
In Eberhards Zeit fiel auch der durch die Pest verursachte, allgemeine wirtschaftliche Rückgang. Der Ausfall eines großen Teils der Bevölkerung wurde besonders vom niederen Adel schwer verkraftet. Als im 1370 Otto von Volkerstorf verstarb, hatte seine Familie so wenig Geld, dass Eberhard die Obsorge von Ottos Kindern übernahm.
Im September 1379, als im Vertrag von Neuberg die Aufteilung der Habsburgischen Länder auf die beiden Herzöge Albrecht III. und Leopold III. geregelt wurde, hatte Eberhard die Ehre, unmittelbar nach den Bischöfen, Grafen und Inhabern der herzoglichen Ämter zu bezeugen.
An der Schaunberger Fehde (1380–1390) nahm Eberhard nicht mehr persönlich teil, stellte aber 70 Spießer, für die ihm Herzog Albrecht III. eine Zahlung von 1000 Gulden versprach.
Am 29. September 1386 versprach Herzog Albrecht III. Eberhard von Kapellen und dessen Sohn Bernhard das verpfändete Landgericht Machland auf Lebensdauer. Bald danach dürfte Eberhard verstorben sein, seine letzte Ruhestätte fand er im Capeller Hauskloster Pulgarn. Seine beiden Söhne Wenzel und Bernhard scheinen einige Male in Urkunden auf, allerdings verloren sich ihre Spuren bald. Der Großteil der Familienbesitzungen fiel an den Verwandten Eberhard II. von Kapellen, den Sohn des Ulrich IV. von Capellen und der Katharina, geborene Liechtenstein.

## Besitzungen
Im Mühlviertel besaß Eberhard die Herrschaften Innernstein, Mitterberg, Prandegg, Reichenstein, Ruttenstein und Steyregg. Dazu kamen noch die Landgerichte, die er von Landrichtern verwalten ließ.

## Familie
Eberhards Schwester Anna war Priorin des Frauenklosters Pulgarn. Eberhards gleichnamiger Neffe Eberhard II. von Kapellen war der letzte männliche Vertreter des Geschlechts.